# Sinophorus ruficoxa
Sinophorus ruficoxa là một loài tò vò trong họ Ichneumonidae.